# 神器譜
『神器譜』（しんきふ） は、明代末の銃器解説書。
著者は趙士禎で、豊臣秀吉による朝鮮出兵で日本の火縄銃に悩まされた明国軍を知識面で支援するためのものである。1598年以降1603年までに4種が成立した。
日本に伝来した『神器譜』（万暦本〈1603年版〉全五巻、国立国会図書館所蔵）が現存し、この翻刻本が清水正徳の校正で1808年（文化5年）に日本で刊行された。